# Нерченко, Алексей Иванович
Алексей Иванович Нерченко (20 апреля 1901, слобода Никитовка, Воронежская губерния — 15 мая 1999, Владикавказ) — генерал-майор Советской Армии, участник Советско-финской войны и Великой Отечественной войны, начальник Краснодарского суворовского училища (1943—1948) и ряда других военных училищ.

## Биография
Родился 20 апреля 1901 года в слободе Никитовка (ныне — Белгородской области) в семье крестьянина-бедняка. Украинец. Член КПСС с 1925 года.

### Служба в армии
В Красной Армии с марта 1920 года. Окончил Воронежские командно-инструкторские курсы допризывников и физической подготовки (1921), Окружную Орловскую военную школу физической подготовки (1922), кавалерийское отделение Объединённой военной школы имени ВЦИК (1927), Военно-политическую академию имени В. И. Ленина (1937), курсы усовершенствования высшего начсостава при Военной академии имени М. В. Фрунзе (1941, 1954).
Начал службу инструктором физической подготовки на Воронежском ротном участке и в Валуйском военкомате Воронежской области, затем младшим командиром в 16-м стрелковом полку МВО, командиром пулемётного взвода и политруком артбатареи в 5-й Ставропольской кавалерийской дивизии имени М. Ф. Блинова.
Служил военным комиссаром 10-го корпусного артполка Орловского военного округа.
С 1938 года — комиссар Особого кавалерийского полка Наркомата обороны СССР. Имел честь от имени Красной кавалерии 17 марта 1939 года приветствовать XVIII съезд ВКП(б).
Участвовал в войне с Финляндией в 1939—1940 годах.
С 1940 года — комиссар Особой кавалерийской бригады Народного комиссариата обороны СССР.
В апреле 1941 года возглавил 123-й стрелковый полк 62-й стрелковой дивизии в Киевском военном округе. Через месяц был выдвинут на должность заместителя командира 229-й стрелковой дивизии.

### В годы войны
На фронтах Великой Отечественной войны с июня 1941 года. В должности заместителя командира 29-й стрелковой дивизии прибыл на фронт в район Смоленска, дивизия с ходу вступила в бой. В боях под Смоленском был ранен, а после выздоровления был отозван в Москву. В июле 1941 года — заместитель коменданта города Москвы.
В период боёв под Москвой принимал участие в подготовке оперативного плана внутренней обороны столицы и парада на Красной площади 7 ноября 1941 года.
С ноября 1941 года по январь 1942 года — комиссар Управления горнолыжной и физической подготовки Главного управления формирования и комплектования.
С ноября 1942 года — начальник Орловского пехотного училища.
С сентября 1943 года — начальник Краснодарского суворовского училища. Звание генерал-майора присвоено в 1944 году.
С февраля 1949 года — начальник Калининского суворовского училища.
С декабря 1954 года — начальник Ташкентского училища имени В. И. Ленина.
С февраля 1956 года — начальник военной кафедры Казахского государственного университета имени С. М. Кирова.
Уволен в запас в сентябре 1957 года. Жил во Владикавказе. Умер 15 мая 1999 года. Похоронен на Аллее Славы Красногвардейского парка.

## Награды
- орден Ленина;
- два ордена Красного Знамени;
- орден Отечественной войны 1-й[4] и 2-й степени;
- орден Красной Звезды;

медали:
- За боевые заслуги;
- В ознаменование 100-летия со дня рождения Владимира Ильича Ленина (6.4.1970);
- За победу над Германией в Великой Отечественной войне (9.5.1945[5]);[6]
- 20 лет Победы в Великой Отечественной войне 1941—1945 гг. (7.5.1965[7]);
- 30 лет Победы в Великой Отечественной войне 1941—1945 гг.[8];
- 40 лет Победы в Великой Отечественной войне 1941—1945 гг.[9];
- 50 лет Победы в Великой Отечественной войне 1941—1945 гг.[10];
- Ветеран Вооружённых сил СССР;
- 30 лет Советской Армии и Флота[11];
- 40 лет Вооружённых Сил СССР[12];
- 50 лет Вооружённых Сил СССР (26.12.1967[13]);
- 60 лет Вооружённых Сил СССР (28.1.1978[14]);
- 70 лет Вооружённых Сил СССР (28.1.1988[15]);
- За безупречную службу I степени;
- Во славу Осетии.

## Память
- Во Владикавказе на Аллее славы установлен памятник генералу.